# Новографське
Новогра́фське (каз. Новографское) — село у складі Шортандинського району Акмолинської області Казахстану. Входить до складу Раєвського сільського округу.
Населення — 116 осіб (2021; 127 у 2009, 183 у 1999, 135 у 1989).
Національний склад станом на 1989 рік:
- казахи — 37 %;
- росіяни — 31 %.